# Orientogomphus circularis
Orientogomphus circularis – gatunek ważki z rodziny gadziogłówkowatych (Gomphidae).